# University Ranking by Academic Performance
O University Ranking by Academic Performance (URAP) "Classificação Universitária por Desempenho Acadêmico" é um ranking universitário desenvolvido pelo Informatics Institute da Middle East Technical University. Desde 2010, publica classificações anuais nacionais e globais de faculdades e universidades para as 2 000 melhores instituições. A medição cienciométrica do URAP é baseada em dados obtidos do Institute for Scientific Information via Web of Sciencee inCites. Para classificações globais, a URAP emprega indicadores de desempenho de pesquisa, incluindo o número de artigos, citação, total de documentos, total de impacto do artigo, total de impacto de citação e colaboração internacional. Além das classificações globais, a URAP publica classificações regionais para universidades na Turquia usando indicadores adicionais, como o número de alunos e professores obtidos do Centro de Medição, Seleção e Colocação ÖSYM.

## Metodologia
A URAP reúne dados de bancos de dados bibliométricos internacionais, como Web of Science e InCites, fornecidos pelo Institute for Scientific Information. A URAP utiliza dados das 2 500 Instituições de Ensino Superior (IES) com maior número de artigos publicados. A pontuação geral de cada IES é baseada em seu desempenho em vários indicadores. Das 2 500 IES selecionadas, as 2 000 melhores estão incluídas nos rankings publicados pela URAP.

### Indicadores
A URAP usa 6 indicadores principais para medir o desempenho acadêmico. Esses indicadores são número de artigos, citação, total de documentos, total de impacto do artigo, total de impacto de citação e colaboração internacional. Os dados bibliométricos brutos subjacentes aos 6 principais indicadores da URAP têm distribuição altamente distorcida. Para resolver esse problema, foi utilizada a mediana dos indicadores. O sistema Delphi foi conduzido com um grupo de especialistas para atribuir notas de ponderação aos indicadores. A pontuação total de 600 é distribuída aos indicadores. A URAP usa indicadores adicionais para classificar as universidades na Turquia, incluindo o número de alunos e professores. A tabela a seguir mostra os indicadores utilizados para os rankings globais na URAP a partir de 2014.
| Indicador                 | Objetivo                 | Peso (em 600) | Fonte   |
| ------------------------- | ------------------------ | ------------- | ------- |
| Número de Artigos         | Produtividade Científica | % 21          | InCites |
| Citação                   | Impacto da pesquisa      | % 21          | InCites |
| Total de Documentos       | Produtividade Científica | % 10          | InCites |
| Artigo Impacto Total      | Qualidade da pesquisa    | % 18          | InCites |
| Citação Impacto Total     | Qualidade da pesquisa    | % 15          | InCites |
| Colaboração Internacional | Aceitação Internacional  | % 15          | InCites |